# Hiệp Ninh
Hiệp Ninh là một phường thuộc thành phố Tây Ninh, tỉnh Tây Ninh, Việt Nam.

## Địa lý
Phường Hiệp Ninh nằm ở phía nam thành phố Tây Ninh, có vị trí địa lý:
- Phía đông giáp phường Ninh Thạnh
- Phía tây giáp Phường 3 và Phường 1
- Phía nam giáp Phường IV và thị xã Hòa Thành
- Phía bắc giáp phường Ninh Sơn và phường Ninh Thạnh.

Phường Hiệp Ninh có diện tích 3,61 km², dân số năm 2022 là 25.677 người, mật độ dân số đạt 7.112 người/km².

## Hành chính
Phường Hiệp Ninh được chia thành 4 khu phố: Hiệp Bình, Hiệp Lễ, Hiệp Nghĩa, Hiệp Thạnh.

## Lịch sử
Ngày 10 tháng 8 năm 2001, Chính phủ ban hành Nghị định số 46/2001/NĐ-CP về việc thành lập phường Hiệp Ninh trên cơ sở 331 ha diện tích tự nhiên và 17.728 nhân khẩu còn lại của xã Hiệp Ninh.
Ngày 29 tháng 12 năm 2013, Chính phủ ban hành Nghị quyết số 135/NQ-CP về việc thành lập thành phố Tây Ninh thuộc tỉnh Tây Ninh. Phường Hiệp Thạnh trực thuộc thành phố Tây Ninh.